# August Jaderny

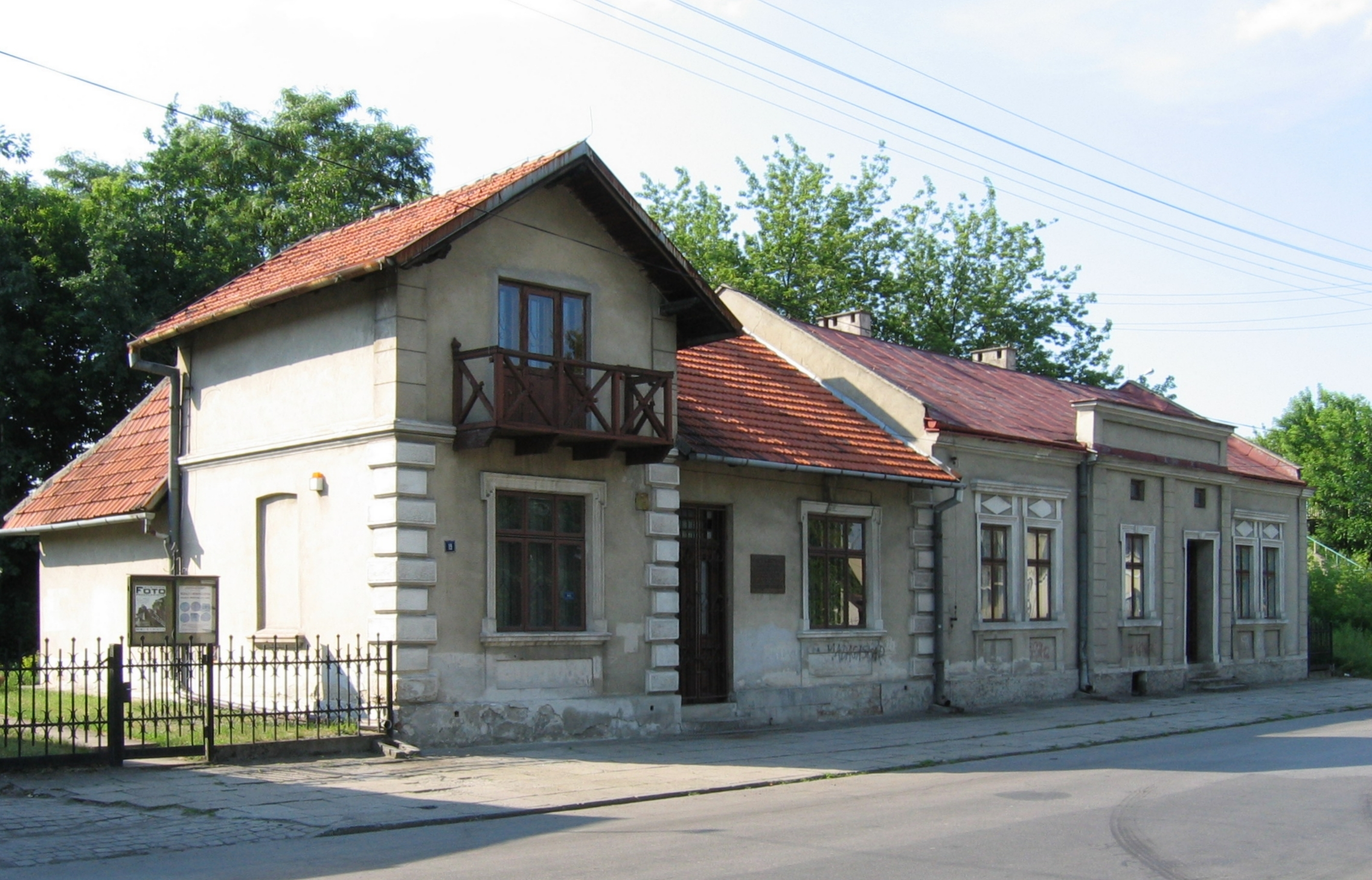
Dom Augusta Jadernego w Mielcu, obecnie siedziba Muzeum Historii Fotografii „Jadernówka”

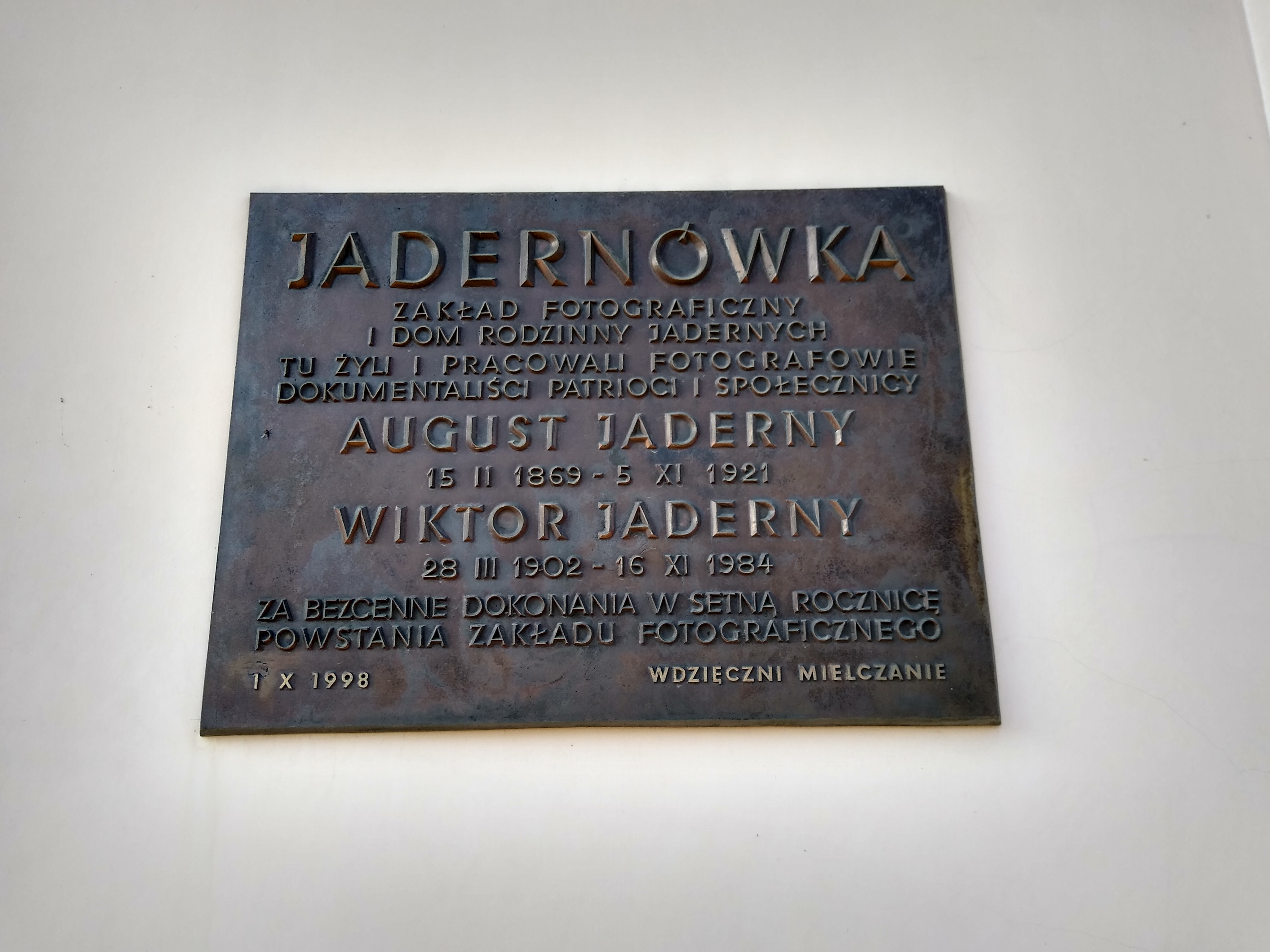
Tablica w Mielcu

August Jaderny (ur. 25 lutego 1869 we Lwowie, zm. 5 września 1921 w Mielcu) – polski fotograf.

## Edukacja
Uczęszczał do Gimnazjum Realnego we Lwowie. W latach 1884–1886 odbywał praktykę zawodową w zakładzie fotograficznym Dawida Mazura i Karola Roszkiewicza we Lwowie, a następnie w zakładzie fotograficznym Józefa Edera w Stanisławowie.

## Życie zawodowe
Około 1896 roku zatrudnił się w Zakładzie Fotograficzno-Artystycznym Bernarda Hennera w Jarosławiu. 4 lipca 1898 uzyskał od jarosławskiego starostwa zezwolenie na samodzielną działalność fotografa objazdowego. W 1899 roku zamieszkał na stałe w Mielcu, przy ulicy Wąskiej. W 1905 otworzył własny zakład fotograficzny w domu, w którym mieszkał przy ulicy Kolejowej (obecnie ul. Jadernych). Fotografował życie Mielca i okolic.
Był członkiem TG „Sokół”, Towarzystwa OSP, Kasyna Mieszczańskiego oraz Amatorskiego Kółka Teatralnego. Był jednym z założycieli Koła Przyjaciół Sceny.
W 1914 zgłosił się do nowo utworzonych Legionów Polskich i uczestniczył w I wojnie światowej w latach 1914-15 w II Brygadzie Legionów. Uzyskał stopień sierżanta. Od 14 lipca 1915 służył w oddziale sanitarnym Szpitala Rezerwowego Legionów Polskich, z których został zwolniony 1 października 1915 z powodów zdrowotnych.
Po powrocie do Mielca prowadził działalność społeczną i kulturalną. Został pochowany na cmentarzu parafialnym przy ul. Sienkiewicza w Mielcu.